# Bertalan Szemere
Bertalan Szemere (Vatta, 27 agosto 1812 – Pest, 18 gennaio 1869) è stato un poeta e politico ungherese.
Divenne primo ministro durante il brevissimo periodo in cui l’Ungheria si emancipò dal controllo dell’Austria in seguito alla rivoluzione del 1849